# Lueng Baro (Suka Makmue)
Lueng Baro is een bestuurslaag in het regentschap Nagan Raya van de provincie Atjeh, Indonesië. Lueng Baro telt 1327 inwoners (volkstelling 2010).